# WrestleMania 29
WrestleMania 29 è stata la ventinovesima edizione dell'omonimo pay-per-view prodotto dalla WWE ed ha avuto luogo il 7 aprile 2013 al MetLife Stadium di East Rutherford, New Jersey.
Nel main event, John Cena ha sconfitto The Rock per vincere il suo undicesimo record WWE Championship, oltre a vendicare la sua perdita contro The Rock a WrestleMania XXVIII.  John Cena vs The Rock è stato anche il primo incontro consecutivo al main event di WrestleMania dopo Bret Hart contro Yokozuna in WrestleMania IX e WrestleMania X.  La serie di vittorie consecutive di The Undertaker a WrestleMania.  Nel penultimo match, Triple H ha sconfitto Brock Lesnar in un No Holds Barred match;  se Triple H avesse perso, si sarebbe ritirato.  Inoltre, Alberto Del Rio ha mantenuto il World Heavyweight Championship contro Jack Swagger nella difesa finale del titolo a WrestleMania, poiché alla fine è stato unificato con il WWE Championship nel dicembre 2013. A causa di ciò, questa è stata l'ultima WrestleMania a presentare due titoli mondiali fino a WrestleMania  33 nel 2017.
WrestleMania 29 è stato un successo commerciale;  ha attirato 80.676 fan, diventando il terzo evento più seguito nella storia della WWE dopo WrestleMania 32 e WrestleMania III, ed è diventato l'evento live con il maggior incasso nella storia della WWE, incassando 72 milioni di dollari.

## Storyline

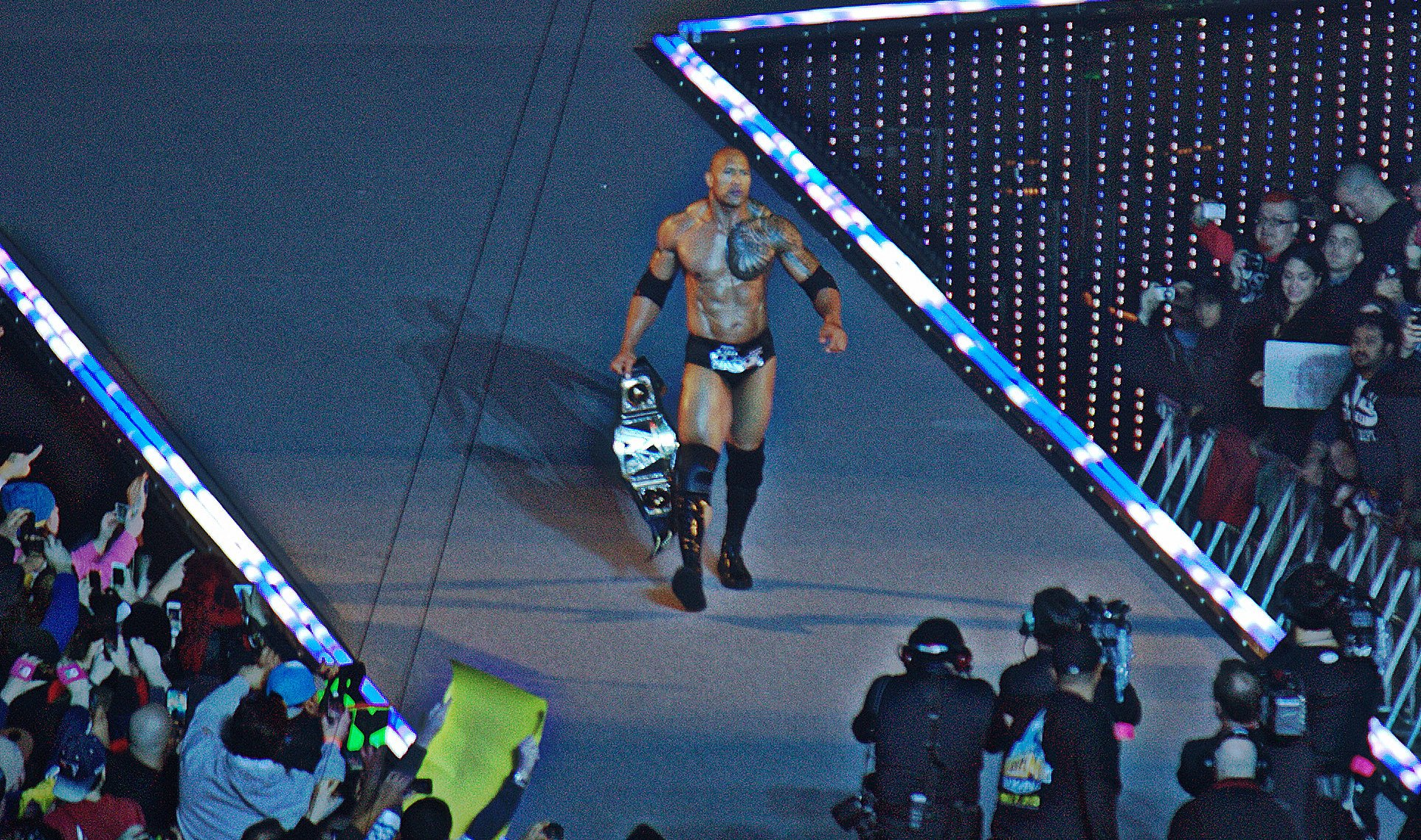
Per il secondo anno consecutivo, The Rock e John Cena si affrontarono nel main event di WrestleMania. Questa volta in un match valido per il WWE Championship, detenuto da The Rock.

Il 27 gennaio, John Cena ha vinto il Royal Rumble match di quell'anno, facendo di lui il quarto atleta a vincere due Royal Rumble match, e ha ottenuto un'opportunità titolata per il WWE Championship o il World Heavyweight Championship a WrestleMania 29. La notte seguente a Raw, Cena ha sfidato il regnante campione WWE. A Elimination Chamber del 17 febbraio, The Rock ha difeso con successo il WWE Championship contro il precedente campione CM Punk. La notte successiva a Raw, Punk ha sfidato Cena per un posto nel main event di WrestleMania, che Cena ha vinto. Cena ha incolpato Rock per tutte le cose che gli sono successe nel 2012, come essere pestato da Brock Lesnar, la sconfitta contro John Laurinaitis, il fallito incasso del Money in the Bank, le molteplici sconfitte contro Punk e il perdere contro Dolph Ziggler.
A Elimination Chamber, il World Heavyweight Champion Alberto Del Rio ha conservato con successo il suo titolo contro Big Show, mentre Jack Swagger vinto l'Elimination Chamber match che ha incluse Mark Henry, Chris Jericho, Daniel Bryan, Kane e Randy Orton per diventare il contendente numero al World Heavyweight Championship. Nelle settimane successive, Swagger e il suo nuovo manager, Zeb Colter hanno ripetutamente rimarcato l'ignoranza dell'America e il continuo lasciare entrare stranieri, promettendo che avrebbero portato una nuova era, "l'America di Jack Swagger". Swagger e Colter hanno ripetutamente attaccato Del Rio e Swagger ha rotto la caviglia del ring announcer di Alberto Del Rio, Riccardo Rodriguez.

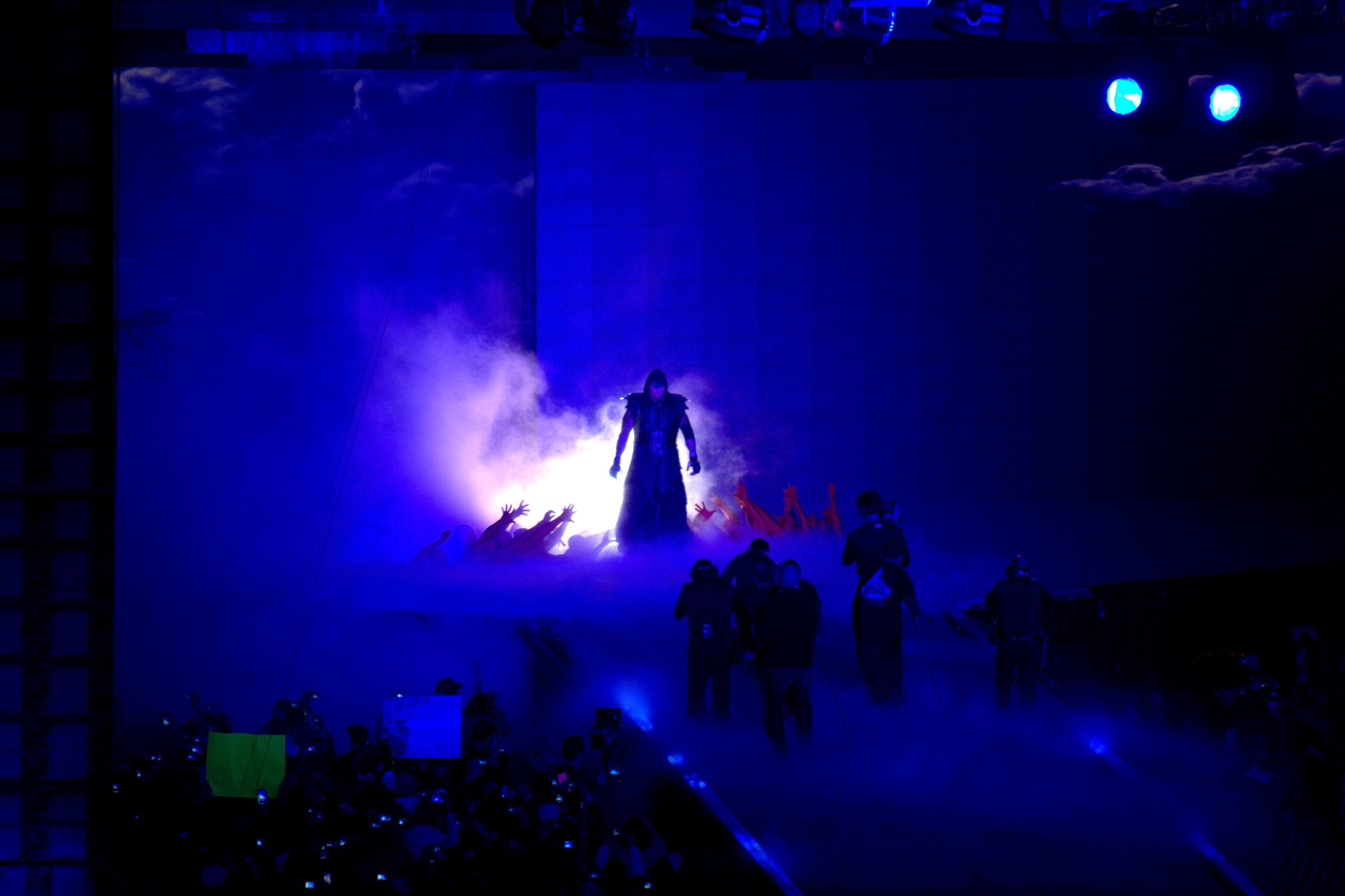
A WrestleMania 29, The Undertaker sconfisse CM Punk, portando la sua Streak sul 21-0.

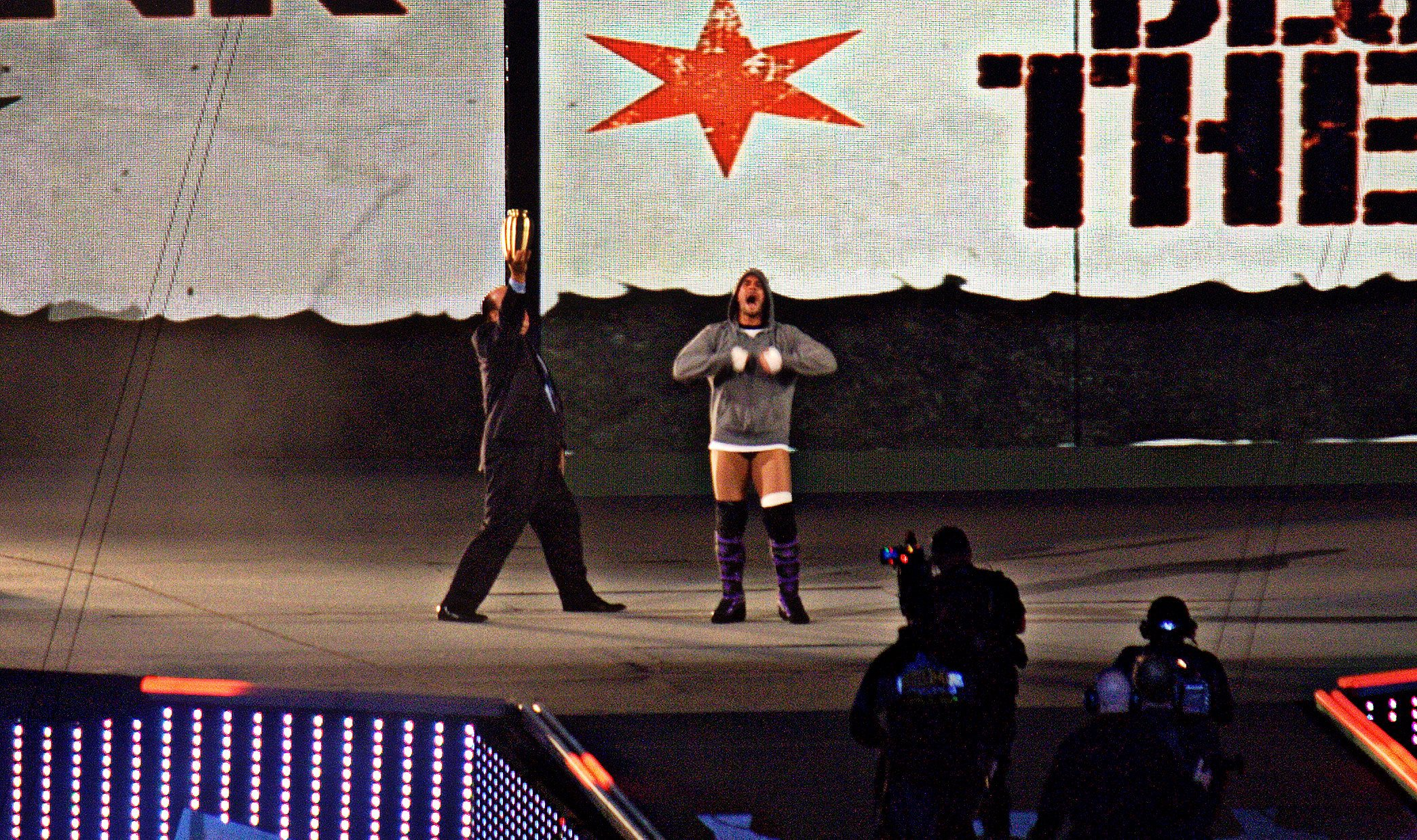
L'entrata di CM Punk, accompagnato da Paul Heyman, prima del suo match, perso, contro The Undertaker.

Nella puntata di Raw del 25 febbraio, Triple H ha compiuto il suo ritorno iniziando una rissa con Brock Lesnar, che aveva attaccato Mr. McMahon per la seconda volta, facendo riesumare la loro rivalità dall'anno scorso. Durante la rissa, Lesnar si è ferito alla testa e ha ricevuto 18 punti di sutura. La settimana seguente, Triple H ha lanciato una sfida a Lesnar per WrestleMania. Nella puntata di Raw dell'11 marzo, dopo che Lesnar ha attaccato gli ex membri della D-Generation X di Triple H, i New Age Outlaws, il manager di Lesnar, Paul Heyman ha detto che Lesnar ha accettato la sfida, ma solo alle condizioni di Heyman, che avrebbe rivelato dopo la firma del contratto. In seguito alla firma del contratto, Heyman ha rivelato che la contesa si sarebbe svolta in un No Holds Barred match e che se Triple H avesse perso, si sarebbe dovuto ritirare dalla WWE. Nell'ultima puntata di Raw prima di WrestleMania, Shawn Michaels che sarebbe stato all'angolo di Triple H per supportarlo.
Nella puntata di Raw del 4 marzo svoltasi in versione "Old School", The Undertaker ha fatto il suo ritorno in WWE all'inizio dello show, segnalando ogni sfidante di affrontarlo provando a interrompere la sua Striscia di imbattibilità a WrestleMania. CM Punk, Randy Orton, Big Show e Sheamus hanno dichiarato di voler affrontare Undertaker, la supervisore di Raw, Vickie Guerrero ha organizzato un Fatal 4-Way match che si sarebbe svolto più tardi in serata. Punk ha vinto l'incontro schienando Orton, ottenendo il suo match contro The Undertaker. Il giorno dopo, il manager di The Undertaker e Kane, Paul Bearer è morto per complicazioni respiratorie. La settimana successiva a Raw, Punk ha interrotto il tributo dedicato a Bearer per vantarsi che avrebbe interrotto la striscia di Undertaker, portando al fratellastro di Undertaker, Kane a attaccare Punk. Più tardi in quella serata, Kane ha sconfitto Punk in un No Disqualification match, per poi rendere omaggio a Bearer insieme a The Undertaker. Punk ha interrotto ancora una volta il tributo colpendo Kane con l'urna di Undertaker. Nella puntata di Raw del 18 marzo, The Undertaker ha fatto la sua comparsa sul ring per dirgli che aveva una sola opportunità di restituire quello che è di sua proprietà riferendosi all'urna, ma è stato interrotto da Punk sul Titantron che ha detto di essere l'unico a "spezzare la striscia".
Durante la puntata di SmackDown del 15 marzo, The Shield sfida Randy Orton e Sheamus in un Six-man Tag Team match per WrestleMania. I due accettano, e reclutano Ryback come terzo uomo, malgrado anche Big Show abbia tentato di entrare nel team. Il match viene poi ufficializzato dal General Manager Booker T. Più tardi lo Shield interferisce nel match di Ryback che stava affrontando la sua neo-nemesi Mark Henry: il primo riesce ad allontanare i tre, ma questi ultimi alla fine riescono a infliggere a Ryback una Triple Powerbomb; dopodiché interviene anche Henry, che gli infligge tre World's Strongest Slams. Ryback, così, abbandona il team per dedicarsi alla faida con Mark Henry. Il 18 marzo, a Raw, dopo la vittoria di Orton e Sheamus su Heath Slater e Drew McIntyre, lo Shield si fa avanti per attaccarli, ma in loro aiuto interviene Big Show, che li guarda indicando il logo di WrestleMania, segno che accetta di unirsi a loro compiendo un turn face.
Nella puntata di Raw del 18 marzo, dopo la vittoria di Dolph Ziggler su Kofi Kingston, il Team Hell No fa il suo ingresso proponendo un match a Ziggler e a Big E Langston, sfidando quest'ultimo a far vedere cosa sa fare dentro il ring anziché fuori: AJ parla a nome dei due approvando la sfida, a patto che i campioni mettano in palio il WWE Tag Team Championship. Il duo infernale accetta la scommessa.
Nell'episodio del 18 marzo, dopo che l'atleta di Sin City ha vinto su David Otunga, Henry si dirige verso Ryback, ma Vickie Guerrero e Theodore Long lo fermano, ufficializzando in seguito il loro match al Grandaddy of Them All.
Nella puntata di Raw del 18 marzo, nel backstage, Jericho insulta Fandango. Nella puntata di Smackdown del 22 marzo, Fandango aggredisce Jericho durante il suo match con Jack Swagger. La stessa cosa succede anche nel Raw del 25 marzo, dove interviene alla fine del match tra Y2J e Dolph Ziggler. Nella stessa sera viene ufficializzato il match tra Jericho e Fandango, che dunque debutterà sul ring nello Showcase degli Immortali.
Nella puntata di Raw del 18 marzo, nel Main Event, Wade Barrett conserva l'Intercontinental Championship dall'assalto di The Miz e Chris Jericho. Nella puntata di Main Event, The Miz aggredisce Barrett dopo il suo match. A Raw, il 25 marzo, The Miz sconfigge in un match Wade Barrett e nella stessa sera il sito WWE.com ufficializza il match tra i due.

### Cancellazioni
A causa di tempo, il match tra i Tons of Funk e Naomi e Cameron contro il Team Rhodes Scholars e Le Bella Twins è stato cancellato.
A Elimination Chamber i Tons of Funk (Brodus Clay e Tensai) battono il Team Rhodes Scholars (Cody Rhodes e Damien Sandow), causando una faida fra i due team. Successivamente avviene il ritorno delle Bella Twins che, durante un segmento di SmackDown, attaccano le Funkadactyls (Cameron & Naomi), le assistenti dei Tons of Funk. Nella puntata di Raw del 25 marzo le Bella Twins aiutano il Team Rhodes Scholars a vincere nel loro match tra i Tonks of Funk. Il 27 marzo, a Main Event, le Bellas vincono contro Cameron & Naomi grazie ad un'interferenza di Cody Rhodes. La WWE decide quindi, tramite il proprio sito, di ufficializzare un match tra i due team in un Eight-person mixed tag team match. Il match viene poi annullato la sera stessa dell'evento. Il match, però è stato disputato la sera dopo a Raw, e a vincere è stato il team formato dai Tons of Funk e le Funkadactyls.

## Risultati
| #       | Incontri                                                                                | Stipulazioni                                          | Durata |
| ------- | --------------------------------------------------------------------------------------- | ----------------------------------------------------- | ------ |
| Kickoff | The Miz ha sconfitto Wade Barrett (c) per sottomissione                                 | Single match per il WWE Intercontinental Championship | 08:15  |
| 1       | The Shield ha sconfitto Big Show, Randy Orton e Sheamus                                 | Six-man tag team match                                | 10:35  |
| 2       | Mark Henry ha sconfitto Ryback                                                          | Single match                                          | 08:03  |
| 3       | The Team Hell No (c) ha sconfitto Big E e Dolph Ziggler (con AJ Lee)                    | Tag team match per il WWE Tag Team Championship       | 06:18  |
| 4       | Fandango ha sconfitto Chris Jericho                                                     | Single match                                          | 09:10  |
| 5       | Alberto Del Rio (c) (con Ricardo Rodríguez) ha sconfitto Jack Swagger per sottomissione | Single match per il World Heavyweight Championship    | 10:29  |
| 6       | The Undertaker ha sconfitto CM Punk (con Paul Heyman)                                   | Single match                                          | 22:07  |
| 7       | Triple H (con Shawn Michaels) ha sconfitto Brock Lesnar (con Paul Heyman)               | No holds barred match                                 | 24:00  |
| 8       | John Cena ha sconfitto The Rock (c)                                                     | Single match per il WWE Championship                  | 23:50  |